# Бродня (приток Березины)
Бро́дня (бел. Бродня) — река в Минской области Белоруссии, правый приток Березины.
Длина реки — 33 км, площадь водосборного бассейна — 214 км², среднегодовой расход воды в устье — 1,4 м³/с, средний уклон реки 0,8 м/км.
Река начинается у деревни Присынок в 5 км к северо-востоку от центра города Смолевичи. Верхнее течение проходит по Смолевичскому району, нижнее — по Борисовскиму. Основное направление течения — северо-восток.
Течет преимущественно по Верхнеберезинской низине. Долина в верхнем течении трапециевидная (ширина 3-4 км) с пологими склонами; в среднем и нижнем течениях невыразительная, сливается с долинами рек Гайна и Березина. Пойма заболоченная, в верхнем течении шириной 0,3-0,8 км, в нижнем сливается с прилегающей местностью. Русло от истока на 12 км канализировано, ниже слабо меандрирует. Ширина реки в межень в верхнем течении 1-3 м, в среднем 4-8 м, в нижнем 8-12 м, в устье 15-17 м. Берега невысокие, часто заболоченные.
Основные притоки — Кормшанка, Колпеница (слева); Сойка, Сарбля (справа).
Река протекает сёла и деревни Дорожный, Жажелка, Крутая Гора, Лютка, Заброденье, Россошное.
Впадает в Березину у села Большое Стахово.
В конце ноября 1812 года на берегах Бродни велись активные военные действия.